# Koninklijke Vereniging van Leden der Nederlandse Ridderorden
De Koninklijke Vereniging van Leden der Nederlandse Ridderorden is een vereniging waar ontvangers van een Nederlandse ridderorde lid van kunnen worden. In de periode 2022 - 2025 kent de vereniging bijna 10.000 leden.

## Leden
Alleen dragers van een Nederlandse ridderorde kunnen lid worden. Bij opgave moeten de Koninklijke Onderscheidingen van het kandidaat-lid worden vermeld, en de datum wanneer deze is uitgereikt.
De Militaire Willems-Orde had meerdere eigen verenigingen van ridders. Uiteraard kon en kan een Ridder in de Militaire Willems-Orde lid van de Koninklijke Vereniging van Leden der Nederlandse Ridderorden worden. Ridders in de Huisorde van Oranje kunnen dat niet.
Broeders van de Orde van de Nederlandse Leeuw en dragers van de Eremedaille verbonden aan de Orde van Oranje-Nassau werden geen "lid" van deze orden en konden geen lid van de Koninklijke Vereniging van Leden der Nederlandse Ridderorden worden.

## Doelstellingen
De vereniging heeft als motto "sociaal en solidair."
De doelstellingen van de vereniging zijn in 2025 onder andere:
- Het geven van financiële steun aan eenieder die drager is van een Koninklijke Onderscheiding, wanneer persoonlijke omstandigheden daartoe aanleiding geven.
- Het hooghouden van het aanzien van Koninklijke Onderscheidingen.
- Het bevorderen van saamhorigheid onder gedecoreerden.
- Het geven van donaties aan op sociaal en/of cultureel-historisch terrein gerichte Nederlandse goede doelen van nationaal belang.[4]

Voor het tweede punt organiseert de vereniging de jaarlijkse Algemene Ledenvergadering steeds in een andere stad. Aan de ledenvergadering wordt een middagprogramma toegevoegd. 
Hoeveel financiële steun wordt verleend is niet openbaar. In 1995 vertelde de voorzitter van de vereniging dat op dat moment 20 geridderden werden ondersteund, met bijvoorbeeld 500 gulden per kwartaal. Ook werden soms verhuiskosten betaald, en in een enkel geval kreeg een lid met alleen AOW een autootje.

## Bestuur
Vanaf een eerder moment tot 1967 was Jonkheer H. J. Repelaar van Driel voorzitter van de vereniging. Hij werd in dat jaar opgevolgd door J.K.H. de Roo van Alderwerelt. Vanaf 1984 tot na 1995 was W. Renardel de Lavalette voorzitter. Voorzitter van het bestuur is vanaf 2017 Dr. A.B.M. (Boni) Rietveld.

## Geschiedenis
In 1902 kwam in Amsterdam op verzoek van de luitenant-generaal b.d. jonkheer G.M. Verspyck, kanselier der Nederlandse Orden een aantal vooraanstaande dragers van Nederlandse Ridderorden bijeen. Alle aanwezigen waren ridder in de Orde van de Nederlandse Leeuw of de Orde van Oranje-Nassau. De kanselier sprak over de noodzaak om de tuberculosebestrijding geldelijk te ondersteunen. 
Bij de oprichting in 1902 was daarom het doel van de orde vooral om het door de toenmalige koningin-moeder, koningin Emma, gestichte Oranje Nassau’s Oord met geld te ondersteunen. 
In 1968 werd de steun aan het Emmafonds uit de statuten geschrapt. De doelstellingen werden later dan ook als volgt geformuleerd:
- "geldelijke bijstand te verlenen aan steunbehoevende deelgenoten der Nederlandse Ridderorden en hun nagelaten betrekkingen". In de eerste plaats wordt deze steun verleend aan armlastige leden van de vereniging, maar ook hun nagelaten betrekkingen zoals weduwen van "leden van de Vereniging wier lidmaatschap door overlijden is beëindigd" komen voor ondersteuning in aanmerking.
- "het bevorderen van het saamhorigheidsgevoel onder de deelgenoten der Orden",
- "het waar mogelijk mede behartigen van de belangen der Nederlandse Ridderorden, onder meer door het meehelpen hooghouden van het aanzien van deze Orden",
- "het laten horen van de stem van de Vereniging indien dit wenselijk wordt geoordeeld en het steunen – eventueel geldelijk - van activiteiten ten doel hebbende het aanzien der Orden te bevorderen, een en ander in de ruimste zin".
- "het geven van donaties aan Nederlandse goede doelen van nationaal belang op sociaal en/of cultureel-historisch terrein".

De vereniging moest ook een fonds vormen waaruit weduwen en kinderen van de dragers van de Nederlandse Orden – zo nodig – geldelijk konden worden geassisteerd. De doelstelling was van 1902 tot 1967 tweeledig, fondsvorming ten behoeve van weduwen en kinderen van dragers van een Nederlandse Orde en het verlenen van steun aan de Vereeniging Koningin Emmafonds dat aan tuberculosebestrijding deed.
In 1954 werd, mede door een geldinzameling door de vereniging het museum voor de Nederlandse ridderorden in Den Haag geopend door toenmalige Minister Beel.
In 1962 werden er voor het eerst vrouwen toegelaten tot het bestuur van de vereniging, namelijk jonkvrouwe L. barones van Hogendorp, hofdame van prinses Wilhelmina, en mevrouw E. Ramaer-Sibinga Mulder.
In 1968 was het gevaar van tuberculose in Nederland door betere hygiëne, vaccinatie en betere huisvesting zozeer geweken dat de vereniging de statuten wijzigde. In het vervolg zou behalve de steun aan de verarmde leden en hun betrekkingen steunverlening aan instellingen op medisch, maatschappelijk en cultureel terrein het doel van de vereniging zijn.
Omdat bleek dat er niet veel behoefte was aan steun voor medische instellingen, werd in 2010 gekozen voor het verlenen van "geldelijke bijstand aan steunbehoevende deelgenoten der Nederlandse ridderorden en hun nagelaten, minderjarige, betrekkingen". In de statuten werd een passage toegevoegd over  "het geven van donaties aan Nederlandse goede doelen van nationaal belang op sociaal en/of cultureel-historisch terrein".
De vereniging heeft geen directe band met de Kanselarij van de Militaire Willems-Orde, de Kanselarij der Nederlandse Orden of het Museum van de Kanselarij in Apeldoorn. Ze is zelfstandig, maar de samenwerking met de Kanselarij der Nederlandse Orden resulteerde in het medegebruik van de website van dit instituut. In 2025 heeft de vereniging een eigen website.